# Acacia leucophloea
Acacia leucophloea är en ärtväxtart som först beskrevs av William Roxburgh, och fick sitt nu gällande namn av Carl Ludwig von Willdenow. Acacia leucophloea ingår i släktet akacior, och familjen ärtväxter.

## Underarter
Arten delas in i följande underarter:
- A. l. leucophloea
- A. l. microcephala

## Bildgalleri

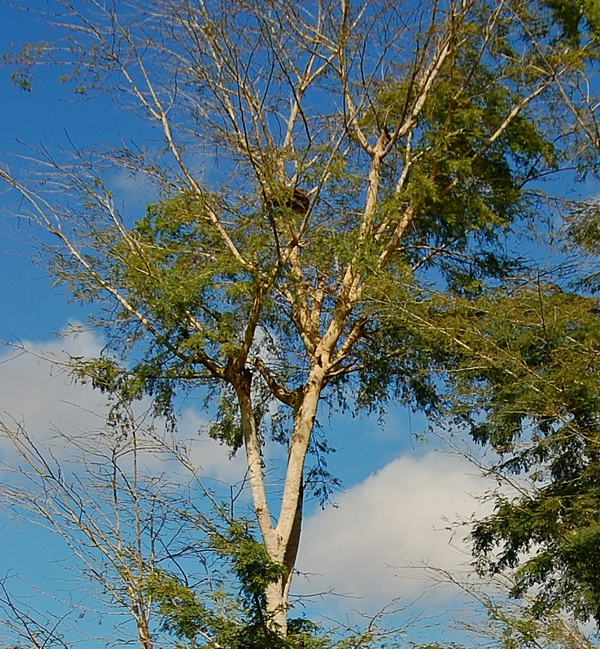
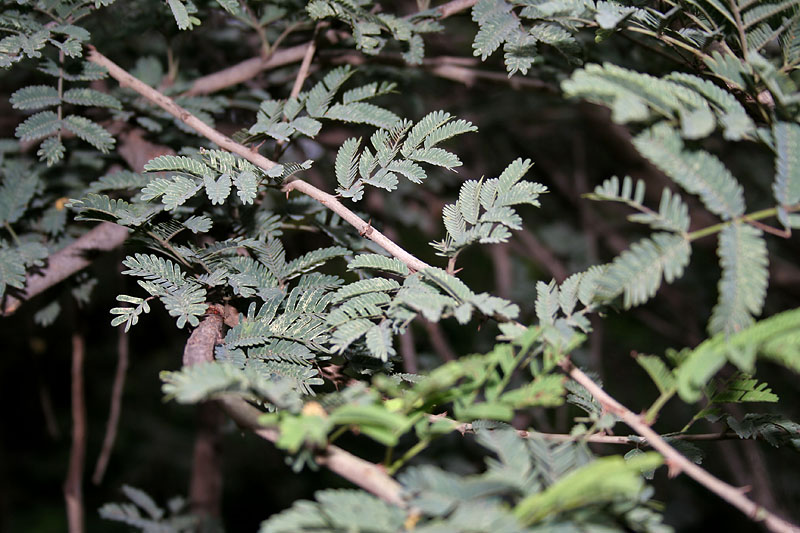
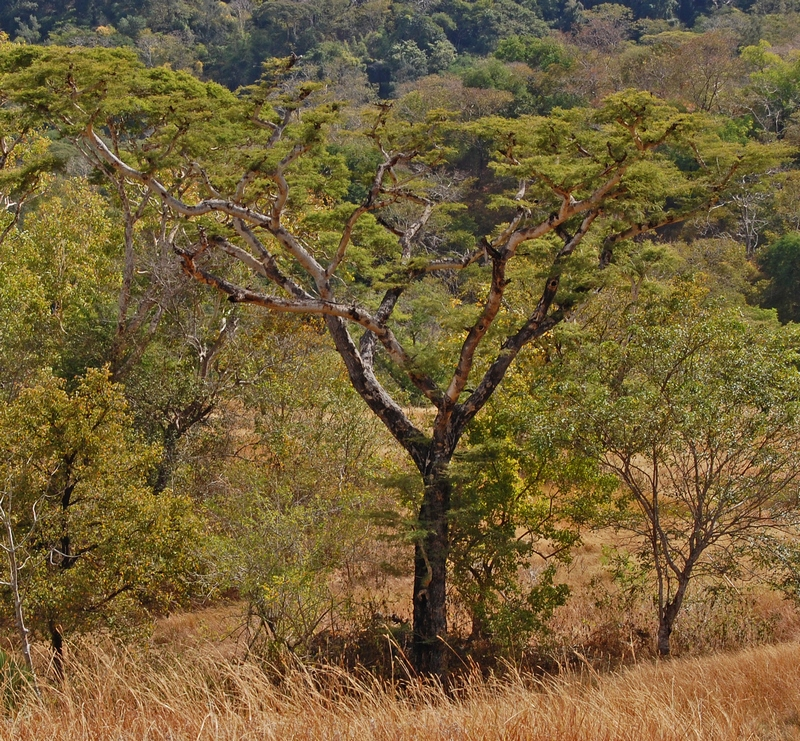
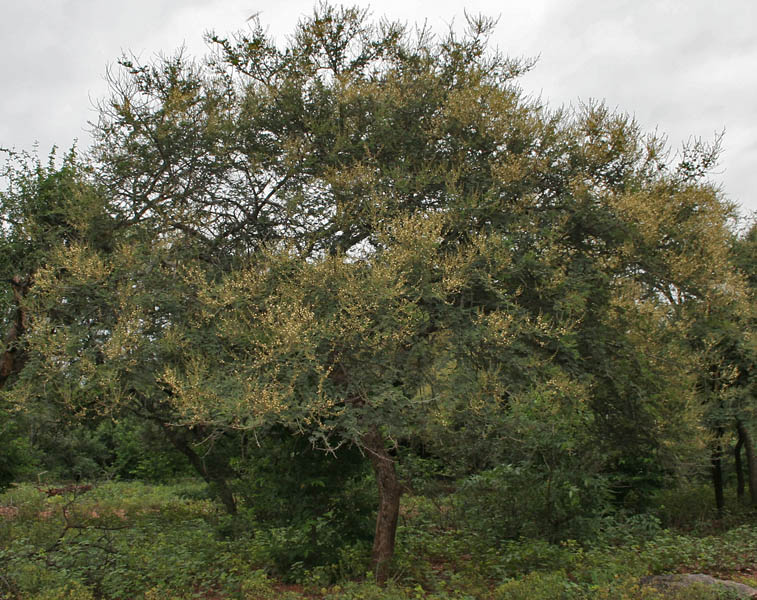
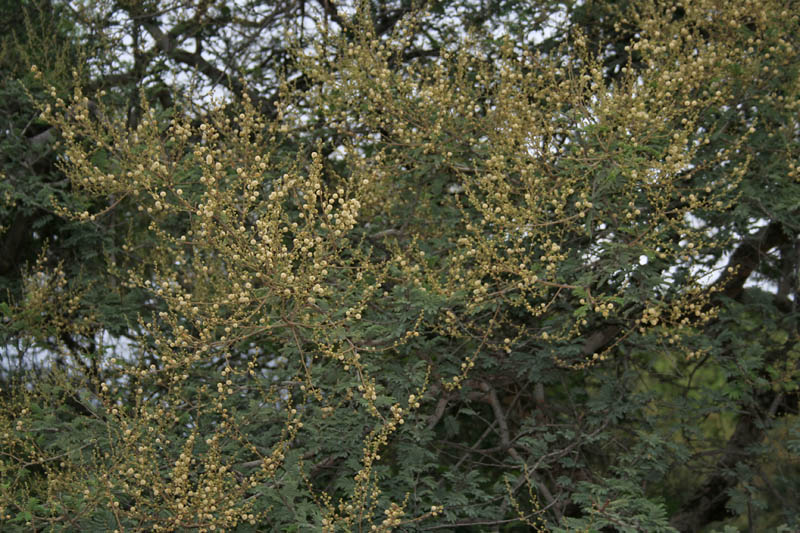
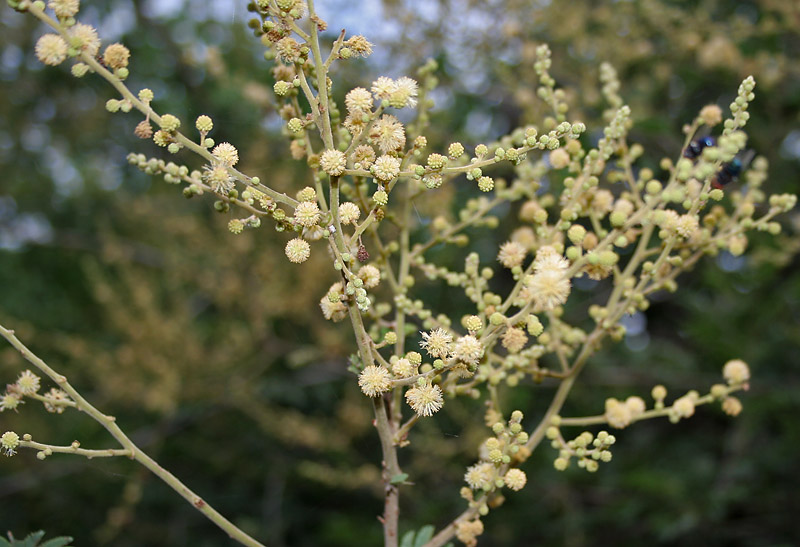